# Marumba quercus
Marumba quercus е една от най-едрите пеперуди в България. Marumba quercus е молец от семейство Sphingidae. Видът е описан за първи път от Майкъл Денис и Игнац Шифермюлер през 1775 г.

## Разпространение
Среща се в Южна Европа, Северна Африка, Близкия изток и Месопотамия.

## Описание
Размахът на крилата ѝ е 80 – 125 мм. Женската е малко по-едра от мъжкия. Ларвите се хранят с дъбови видове, предимно видове със сухи листа като корков дъб и блатов дъб (Quercus rotundifolia). Пеперудите летят от май до август в дъбови гори до 1500 м надморска височина. Техният полет е по-бавен от този на другите видове на семейство Вечерници (Sphingidae). Имагото не се храни.

## Галерия
- Яйца
- Какавида
- Имаго

## Ползвана литература
- A. R. Pittaway: The Hawkmoths of the western Palaearctic. Harley Books 1993, ISBN 0-946589-21-6
- Heiko Bellmann: Der neue Kosmos-Schmetterlingsführer. Schmetterlinge, Raupen und Futterpflanzen. Franckh-Kosmos, Stuttgart 2003, ISBN 3-440-09330-1, S. 92.